# Canottaggio ai Giochi della VIII Olimpiade - Otto maschile
La competizione del otto maschile dei Giochi della VIII Olimpiade si è svolta nel Bassin d'Argenteuil lungo la Senna a Parigi  dal 15 al 17 luglio 1924.

## Risultati

### Batterie
Si disputarono il 15 luglio. I vincitori avanzarono alla finale, i secondi al Repechage.
| Pos. | Nazione       | Atleti | Tempo  |
| ---- | ------------- | --- | ------ |
| 1    | Gran Bretagna | Reginald Bare - Edward Chandler Horace Debenham - Hugh Dulley Ian Fairbairn - Arthur Long Harold Morphy -Charles Rew Jack Godwin                              | 6'04"0 |
| 2    | Belgio        | Arthur D'Anvers - Gerard De Gezelle René De Landtsheere - Albert Geinger Léon Lippens - Hippolyte Schouppe Robert Swartelé - Marcel Wauters Jean van Silfhout | n/d    |
| 3    | Argentina     | Julio Alles - Alberto Anderson Francisco Borgonovo - Tomas Cerrutti Federico Lecot - David Nolting Carlos Serantes -Armando Trabucco Miguel Madero            | n/d    |
| -    | Francia       | Maurice Baudechon - Louis Carlier Michel Fourny - Henri Gatineau André Lancelot - Henry Ménard André Oriol - Fernand Oriol J. Bétout                          | DQ     |

| Pos. | Nazione     | Atleti | Tempo  |
| ---- | ----------- | --- | ------ |
| 1    | Stati Uniti | Leonard Carpenter - Howard Kingsbury Al Lindley - John Miller Babe Rockefeller - Fred Sheffield Ben Spock - Al Wilson Chick Stoddard   | 5'51"0 |
| 2    | Canada      | Arthur Bell - Bob Hunter William Langford - Harold Little Jack Smith - Warren Snyder Norman Taylor - Laurie Wallace Ivor Campbell      | 6'06"6 |
| 3    | Paesi Bassi | Simon Bon - Cornelis Eecen Antony Fennema - Roelof Hommema Paul Maasland - Hendrik Rijnders Gerrit Tromp -Egbertus Waller Jacob Cremer | n/d    |

| Pos. | Nazione   | Atleti | Tempo  |
| ---- | --------- | --- | ------ |
| 1    | Italia    | Antonio Cattalinich - Francesco Cattalinich Simeone Cattalinich - Giuseppe Crivelli Latino Galasso - Pietro Ivanov Bruno Sorich - Carlo Toniatti Vittorio Gliubich | 6'06"0 |
| 2    | Australia | Frank Cummings - Harry Graetz Wally Jarvis - Walter Pfeiffer Arthur Scott - William Sladden Alf Taeuber - Ted Thomas Robert Cummings                               | 6'12"0 |
| 3    | Spagna    | Leandro Coll - Jaime Giralt José Luis Lasplazas - Ricardo Massana Eliseo Morales - José Martínez Enrique Pérez - Juan Riba Luis Omedes                             | n/d    |

### Repechage
Si disputò il 15 luglio. Il vincitore ammesso alla finale.
| Pos. | Nazione   | Atleti | Tempo  |
| ---- | --------- | --- | ------ |
| 1    | Canada    | Arthur Bell - Bob Hunter William Langford - Harold Little Jack Smith - Warren Snyder Norman Taylor - Laurie Wallace Ivor Campbell                             | 6'37"0 |
| 2    | Argentina | Julio Alles - Alberto Anderson Francisco Borgonovo - Tomas Cerrutti Federico Lecot - David Nolting Carlos Serantes - Armando Trabucco Miguel Madero           | 6'42"0 |
| 3    | Australia | Frank Cummings - Harry Graetz Wally Jarvis - Walter Pfeiffer Arthur Scott - William Sladden Alf Taeuber - Ted Thomas Robert Cummings                          | 6'47"0 |
| 4    | Belgio    | Arthur D'Anvers - Gerard De Gezelle René De Landtsheere - Albert Geinger Léon Lippens - Hippolyte Schouppe Robert Swartelé - Marcel Wauters Jean van Silfhout | 6'52"0 |

### Finale
Si disputò il 17 luglio. 
| Pos.    | Nazione       | Atleti | Tempo  |
| ------- | ------------- | --- | ------ |
| Oro     | Stati Uniti   | Leonard Carpenter - Howard Kingsbury Al Lindley - John Miller Babe Rockefeller - Fred Sheffield Ben Spock - Al Wilson Chick Stoddard                               | 6'33"4 |
| Argento | Canada        | Arthur Bell - Bob Hunter William Langford - Harold Little Jack Smith - Warren Snyder Norman Taylor - Laurie Wallace Ivor Campbell                                  | 6'49"0 |
| Argento | Italia        | Antonio Cattalinich - Francesco Cattalinich Simeone Cattalinich - Giuseppe Crivelli Latino Galasso - Pietro Ivanov Bruno Sorich - Carlo Toniatti Vittorio Gliubich | n/d    |
| 4       | Gran Bretagna | Reginald Bare - Edward Chandler Horace Debenham - Hugh Dulley Ian Fairbairn - Arthur Long Harold Morphy -Charles Rew Jack Godwin                                   | n/d    |